# 扶桑社
株式会社扶桑社（ふそうしゃ、英: FUSOSHA Publishing Inc.）は、東京都港区海岸一丁目に本社を置く、フジサンケイグループ傘下の総合出版社。

## 沿革
- 旧・フジテレビジョン（現・フジ・メディア・ホールディングス）の出版事業として、株式会社リビングマガジンを創立。
- 1984年 株式会社リビングマガジンから株式会社扶桑社に商号変更[1]。社名の「扶桑」は日本の別名であることから（日本#国号を参照）。
- 1987年 産経新聞東京本社の出版局が分社、独立して設立された株式会社サンケイ出版と合併（この「サンケイ出版」は産経新聞出版とは別。こちらは産経新聞大阪本社傘下の「産経新聞生活情報センター」、のち「産経新聞ニュースサービス」が変わったもの）。
- 2000年 スペンサー・ジョンソン『チーズはどこへ消えた?』（門田美鈴訳）を出版[2]。370万部のヒットとなる[3]。
- 2001年 新しい歴史教科書をつくる会（つくる会）が編集した歴史・公民教科書を出版。
- 2005年 上記の歴史・公民教科書の改訂版（2006年度使用開始分）を出版。
- 2007年 フジテレビジョンがポニーキャニオンと扶桑社の株式を追加取得、フジテレビの完全子会社となる。「つくる会」との関係を解消、「改正教育基本法に基づく教科書改善を進める有識者の会」（教科書改善の会）・「日本教育再生機構」と組む旨発表。8月1日に出版子会社「育鵬社」を設立し、教科書改善の会が新たに出版する教科書の版元とした。また扶桑社新書を創刊。

## 雑誌
自社発行・発売が主であるが、問屋との取引の関係から発行社が異なる媒体もみられる。
自社発行・発売
- 週刊SPA!
- 別冊エッセ
「ESSE」の別冊だが題字は片仮名表記。
- Numéro TOKYO
- 栗原はるみ haru_mi
- 皇室 Our Imperial Family
- MAMOR（マモル）

フジサンケイグループ他社発行・扶桑社発売
- ESSE（フジテレビジョン）
- dinos（ディノス）

### 過去に発売した雑誌
- Caz（1989年創刊。2006年9月11日号8月21日売にて休刊）
- 月刊SPA! パンジャ（1994年8月創刊。1996年6月号にて休刊）
- JUNIE（1995年創刊。2005年7月号にて休刊）
- LUCi（1998年創刊。2007年2月号にて休刊）
- SRS DX（1999年創刊。2003年10月9日号にて休刊）
- Straight（2005年創刊。2007年6月号にて休刊）
- マリカ （2008年創刊。同年12月号10月28日売にて休刊）
- 京都〜春夏秋冬〜
- amarena（アマレーナ）
- en-taxi
- SUMAI no SEKKEI（住まいの設計）（2023年6月号をもって休刊）

### その他
- フジテレビジョンの番組関連書籍
- ニッポン放送の番組関連書籍（発行 ニッポン放送・ニッポン放送プロジェクト）
- 扶桑社文庫
- 扶桑社新書

## 教科書発行
2001年、新しい歴史教科書をつくる会（つくる会）編集の中学校向け歴史および公民教科書の検定合格が物議を醸した。歴史教科書の採択率は0.039%。2005年には2度目の合格を果たしたが、採択率は0.4%にとどまった。
つくる会の内紛を嫌って、2007年5月に同会との関係を解消。100%子会社の育鵬社に教科書出版事業を移管し、新学習指導要領に基づく2012年度版中学校歴史、公民教科書を教科書改善の会の支援で発行すると表明。2011年度までは扶桑社が現行版を供給する。
つくる会に残った勢力は新しい発行元に自由社を選び、2008年、扶桑社の歴史教科書の内容をほぼ複製したものを文部科学省に検定申請した（出版社が違う同一内容の本が世に出る事になる）。これに対し扶桑社は著作権侵害だとして反発している。

## 番組本

### フジテレビの関連番組との関係
かつては『もう誰も愛さない』『たけし・逸見の平成教育委員会』『笑っていいとも!』、『オールナイトニッポン』など、フジテレビやニッポン放送の番組の単行本化を売り物にしていた。また『ウッチャンナンチャンのオールナイトニッポン』内では冗談でパクリ社と称されていた。
2000年代以降では、『あいのり』の本が学習研究社、『トリビアの泉 〜素晴らしきムダ知識〜』の本が講談社から発売されており、フジテレビやニッポン放送の番組の単行本化の「独占」は崩れてきているが、2005年に入ってからは『脳内エステ IQサプリ』の単行本を発売しているほか、『ネプリーグ』や『平成教育予備校』の単行本、『クイズ!ヘキサゴンII』の本「ヘキサゴンドリル」も発売されている。
2005年6月28日発売のリリー・フランキー『東京タワー 〜オカンとボクと、時々、オトン〜』は、200万部を越すベストセラーとなった。もともとは、en-taxiに連載されていた。
また、関西テレビの番組「発掘!あるある大事典II」の関連書籍も合わせて10冊（書籍6冊、ムック3冊、新書1冊、発行部数240万冊）発行されていたが、同番組で情報・データの捏造事件が発覚したため、2007年1月22日、出荷停止措置（事実上絶版、増刷打ち切り）が取られた。

## オンラインメディア

### HARBOR BUSINESS Online
2014年9月からオンラインメディア「HARBOR BUSINESS Online（ハーバー・ビジネス・オンライン）」を運営していた。現役のビジネスマンを主な読者として想定した記事を主に配信。個人寄稿の記事、HARBOR BUSINESS Online編集部が取材執筆した記事、運営会社である扶桑社から不定期刊行されているマネー情報誌「￥enSPA！」の記事、「月刊日本」の記事、などが掲載されている。
サイト全体で見ると、個人寄稿の記事の割合が高い。2021年5月7日、新規記事の配信停止を発表。